# Malaysian Masters 1985
Das Malaysian Masters 1985 im Badminton fand vom 9. bis zum 14. September 1985 in Ipoh statt und waren ein Einladungsturnier. Das Mixed wurde ausschließlich in Gruppenspielen ausgetragen. Das Masters sollte neben den Malaysia Open als hochrangige Turnierserie in Malaysia etabliert werden, was dem malaysischen Verband jedoch nicht gelang. Das Masters ist nicht zu verwechseln mit den Malaysia Open 1985.

## Finalergebnisse
| Disziplin    | Sieger                    | Finalist                             | Ergebnis           |
| ------------ | ------------------------- | ------------------------------------ | ------------------ |
| Herreneinzel | Morten Frost              | Misbun Sidek                         | 15-4, 15-7         |
| Dameneinzel  | Han Aiping                | Li Lingwei                           | 11-6, 12-10        |
| Herrendoppel | Li Yongbo Tian Bingyi     | Jalani Sidek Razif Sidek             | 15-10, 15-7        |
| Damendoppel  | Li Lingwei Han Aiping     | Lin Ying Wu Dixi                     | 5-15, 15-12, 15-12 |
| Mixed        | Steen Fladberg Nora Perry | Thomas Kihlström Christine Magnusson |                    |